# Pecan Grove
Pecan Grove è un census-designated place degli Stati Uniti d'America situato nella contea di Fort Bend dello Stato del Texas.
La popolazione era di 15.963 persone al censimento del 2010. È situata nella giurisdizione extraterritoriale di Richmond.

## Geografia fisica
Pecan Grove è situata a 29°37′34″N 95°43′54″W (29.626060, -95.731591).
Secondo lo United States Census Bureau, ha un'area totale di 8,8 miglia quadrate (23 km²), di cui 8,7 miglia quadrate (23 km²) di terreno e 0,04 miglia quadrate (0,10 km², 0.34%) d'acqua.

## Società

### Evoluzione demografica
Secondo il censimento del 2000, c'erano 13.551 persone, 4.516 nuclei familiari e 3.847 famiglie residenti nella città. La densità di popolazione era di 1.552,2 persone per miglio quadrato (599,3/km²). C'erano 4.662 unità abitative a una densità media di 534,0 per miglio quadrato (206,2/km²). La composizione etnica della città era formata dal 91,29% di bianchi, il 3,29% di afroamericani, lo 0,19% di nativi americani, l'1,34% di asiatici, il 2,51% di altre razze, e l'1,38% di due o più etnie. Ispanici o latinos di qualunque razza erano il 9,08% della popolazione.
C'erano 4.516 nuclei familiari di cui il 52,5% aveva figli di età inferiore ai 18 anni, il 76,3% erano coppie sposate conviventi, il 7,0% aveva un capofamiglia femmina senza marito, e il 14,8% erano non-famiglie. Il 12,8% di tutti i nuclei familiari erano individuali e il 2,7% aveva componenti con un'età di 65 anni o più che vivevano da soli. Il numero di componenti medio di un nucleo familiare era di 3,00 e quello di una famiglia era di 3,29.
La popolazione era composta dal 33,4% di persone sotto i 18 anni, il 5,3% di persone dai 18 ai 24 anni, il 31,9% di persone dai 25 ai 44 anni, il 24,6% di persone dai 45 ai 64 anni, e il 4,8% di persone di 65 anni o più. L'età media era di 35 anni. Per ogni 100 femmine c'erano 98,3 maschi. Per ogni 100 femmine dai 18 anni in giù, c'erano 95,8 maschi.
Il reddito medio di un nucleo familiare era di 83.515 dollari, e quello di una famiglia era di 91.059 dollari. I maschi avevano un reddito medio di 62.213 dollari contro i 37.658 dollari delle femmine. Il reddito pro capite era di 33.816 dollari. Circa lo 0,6% delle famiglie e l'1,3% della popolazione erano sotto la soglia di povertà, incluso lo 0,5% di persone sotto i 18 anni e il 2,2% di persone di 65 anni o più.